# Samogłoska prawie otwarta
Samogłoska prawie otwarta – typ samogłoski występujący w niektórych językach. Charakteryzuje się tym, że w trakcie wymawiania język jest ułożony podobnie jak w przypadku samogłoski otwartej, ale nieco bardziej ściśnięty. W międzynarodowej transkrypcji fonetycznej IPA dwie samogłoski prawie otwarte posiadają odrębne symbole:
- samogłoska prawie otwarta przednia niezaokrąglona [æ]
- samogłoska prawie otwarta centralna [ɐ]